# Edition a
Die edition a ist ein österreichischer Buchverlag mit Sitz in Wien.
Arbeitsschwerpunkte sind aktuelle Sachbücher, Biografien und Tatsachenromane. Zu den Autoren gehören unter anderem Andreas Salcher, Thomas Brezina,
Johannes Huber,
Wolfgang Ambros,
Conny Bischofberger,
Martin Kušej,
Sarah Wiener,
Niki Lauda und Roland Düringer.
Die Gründung des Verlages erfolgte 2004 durch den Journalisten und Autor Bernhard Salomon. Nach einem zwischenzeitlichen Joint Venture mit der Styria Buchholding war Bernhard Salomon seit 2010 Hauptgesellschafter und ist seit 2019 Alleingesellschafter.
Die edition a publiziert ausschließlich Originalausgaben im Hardcover und vergibt Taschenbuchlizenzen unter anderem an Goldmann, Ullstein, Droemer Knaur oder Rowohlt.
Mit Elfriede Vavriks Lebensgeschichte Nacktbadestrand, die sich mehr als 500.000 mal verkaufte, schaffte der Verlag seinen Durchbruch. Er publiziert jährlich 30 bis 40 Bücher. Jährlich schaffen mehr als die Hälfte der Bücher Platzierungen auf den auf tatsächlichen Verkaufszahlen basierenden, vom Hauptverband des österreichischen Buchhandels publizierten Bestsellerlisten. Mehrere Bücher wie Gerald Hörhans „Investment Punk“, Clemens Arvays „Der Biophilia-Effekt“ oder Raphael Bonellis „Bauchgefühle“ wurden Spiegel-Bestseller.
Ein Imprint der edition a ist der Joppy-Verlag, der ausschließlich Kinder- und Jugendbücher von Thomas Brezina publiziert.

## Publikationen (Auswahl)
- Bauchgefühle – Wie sie entstehen. Was sie uns sagen. Wie wir sie nützen, 2022, Raphael M. Bonelli
- A Mensch möcht i bleib'n – Mein Leben zwischen Schuld und Schicksal, 2022, Wolfgang Ambros
- Einsiedlerkrebs – Wie ich aus dem schlimmsten Jahr meines Lebens das Beste machte, 2021, Patrick Budgen
- Die Bibel in Reimen, 2021, Thomas Brezina
- Nix wie Zores – Jüdisches Leben und Lieben, 2021, Topsy Küppers
- Das Geheimnis eines guten Lebens – Erkenntnisse eines Trauerredners, 2020, Carl Achleitner
- Eine neue Wirtschaft – Zurück zum Sinn, 2020, Josef Zotter, Johannes Gutmann, Robert Rogner
- Die Zerbrechlichkeit der Welt – Was uns droht. Wie wir uns schützen, 2020, Stefan Thurner
- Inside Türkis – Die neuen Netzwerke der Macht, 2020, Klaus Knittelfelder
- Abnehmen für hoffnungslose Fälle – Hardcore-Tipps aus der Suchtmedizin, 2020, Iris Zachenhofer
- Blödsinn gibts nicht – Wie wir Kinder fürs Leben begeistern, 2019, Thomas Brezina
- Gerichte, die die Welt veränderten, 2019, Sarah Wiener
- Woher wir kommen, wohin wir gehen – Die Erforschung der Ewigkeit, 2018, Johannes Huber
- Der Jungzellen-Effekt – Wie wir die Regenerationskraft unseres Organismus aktivieren, 2018, Slaven Stekovic
- Tu es einfach und glaub daran – Wie du mehr Freude in dein Leben bringst, 2018, Thomas Brezina
- Der neue Kampf um Österreich: Die Geschichte einer Spaltung und wie sie das Land prägt, 2018, Walter Hämmerle
- Der holistische Mensch – Wir sind mehr als die Summe unserer Organe, 2017 Johannes Huber
- Madame Nina weiß alles – Die Memoiren einer Wiener Nachtclub-Königin, 2017, Madame Nina
- Zurück zum Respekt – Überleben in einer chaotischen Zeit, 2017, Franz Vranitzky und Peter Pelinka
- Weltfremd, 2017, Roland Düringer
- Es existiert – Die Wissenschaft entdeckt das Unsichtbare, 2016, Johannes Huber
- Mein Sprung in ein neues Leben, 2016, Kira Grünberg
- Einspruch – Der Zustand der Republik und wie wir ihn retten können, 2016, Hannes Androsch und Josef Moser
- Wenn die Tyrannenkinder erwachsen werden, 2016, Martina Leibovici-Mühlberger
- Reden wir über Geld, 2015, Niki Lauda und Conny Bischofberger
- Haiders Schatten: An der Seite von Europas erfolgreichstem Rechtspopulisten, 2015, Stefan Petzner
- Nicht mehr ich: Die wahre Geschichte einer jungen Ordensfrau, 2014, Doris Wagner
- Reich werden auf die gute Art: Vermögenstipps eines Geistlichen, 2014, Gregor Henckel-Donnersmarck
- Kämpf um deine Daten, 2014, Maximilian Schrems
- Leb wohl, Schlaraffenland: Die Kunst des Weglassens, 2013, Roland Düringer
- Gegengift: Europa stiehlt euch die Zukunft. Wie ihr euch wehrt., 2013, Gerald Hörhan
- Hört auf zu heulen: Warum wir wieder härter werden müssen, um unseren Wohlstand zu schützen, 2013, Christian Ortner
- Prolokratie: Demokratisch in die Pleite, 2012, Christian Ortner
- Investment Punk: Warum ihr schuftet und wir reich werden, 2011, Gerald Hörhan
- Wir bleiben Kaiser: Die Monarchie in uns, 2010, Rudi Roubinek
- Nacktbadestrand, 2010, Elfriede Vavrik
- Die nackte Elite: Sex, Liebe und Moral im Leben der Manager, 2008, Silvia Jelincic